# Štitare (Novi Pazar)
Štitare (Servisch cyrillisch Штитаре) is een plaats in de Servische gemeente Novi Pazar. De plaats telt 77 inwoners (2002).